# Chamäleon Theater

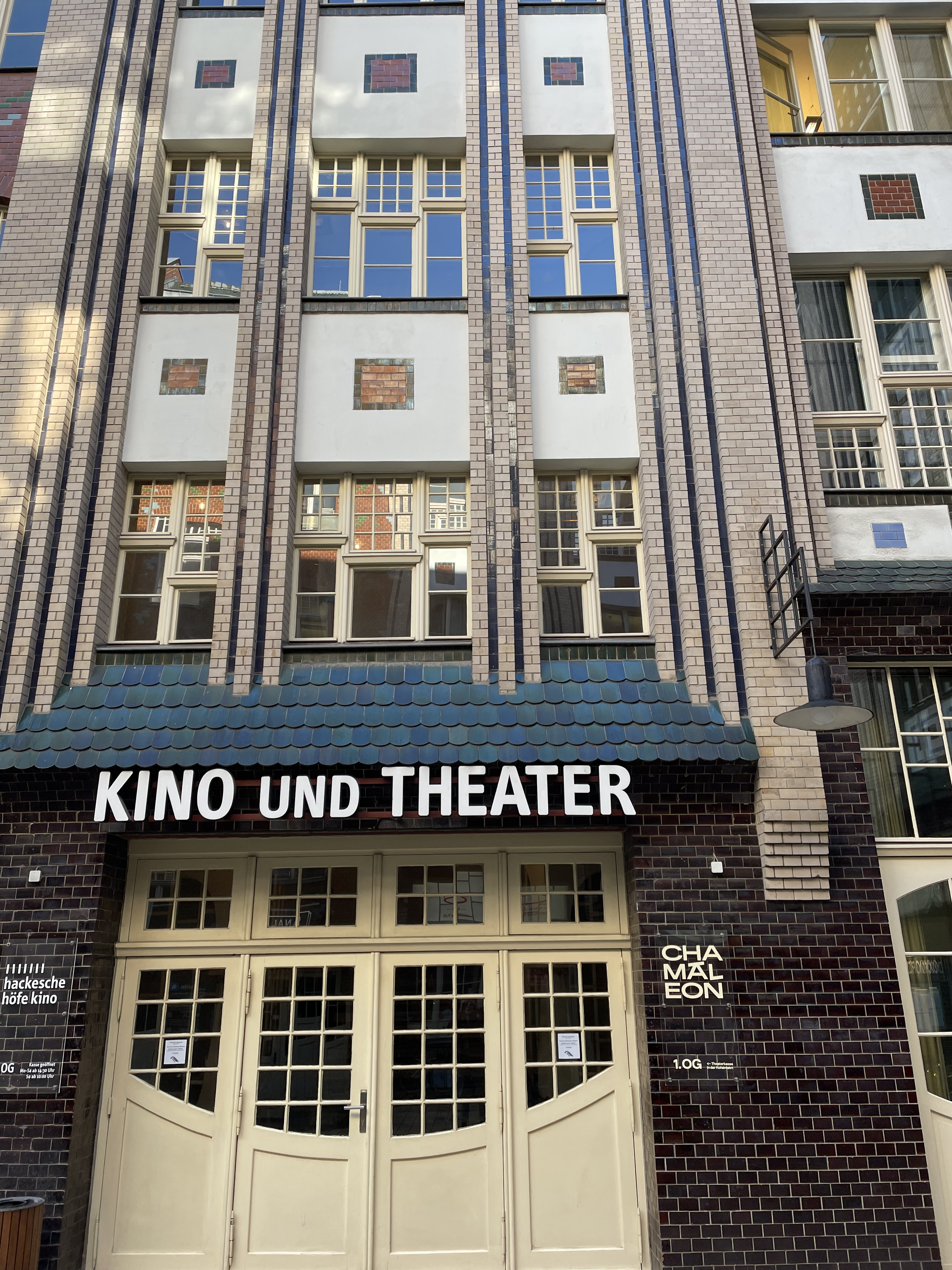
Eingangsbereich zum Chamäleon sowie zu einem Kino, 2023

Das Chamäleon Berlin ist eine Kreativ- und Spielstätte für zeitgenössischen Zirkus in den Hackeschen Höfen im Berliner Ortsteil Mitte des gleichnamigen Bezirks. Das Theater zeigt Koproduktionen und Gastspiele der zeitgenössischen Zirkusszene und ist außerdem Produktionspartner und Residenzort. Seit Januar 2022 arbeitet das Chamäleon Berlin als anerkannte gemeinnützige Gesellschaft. Intendantin des Chamäleons ist Anke Politz, Geschäftsführer ist Hendrik Frobel.

## Geschichte

### Die Neumann’schen Festsäle
Beim Bau der Hackeschen Höfe ab 1906 wurden in den Gebäuden an dem ersten Hof mehrere Kultureinrichtungen untergebracht – ein damals ungewöhnliches Konzept. Dabei wurde unter anderem das Quergebäude zwischen dem ersten und zweiten Hof als Festsaaltrakt angelegt. Die Gestaltung der bunt glasierten Fassaden des ersten Hofes sowie die Ausgestaltung der in dem Quergebäude zwischen erstem und zweitem Hof gelegenen Neumann’schen Festsäle mit ihrer gesamten Einrichtung erfolgte nach den Plänen des Berliner Architekten und Designers August Endell.
Die Festsäle wurden von dem Weinhändler und Gastwirt Wilhelm Neumann bewirtschaftet und gehörten zu seinem Weinlokal und -restaurant. In den Neumann’schen Festsälen wurden anfangs oft Familien- und Vereinsfeiern sowie Firmenjubiläen ausgerichtet. In den 1920er Jahren veränderte sich die Nutzung der Gesamtanlage, viele Firmen verließen die Höfe und die kulturellen und öffentlichen Aktivitäten ließen bald völlig nach. So wurde unter anderem die aufwendige Gestaltung des großen, zweigeschossigen Festsaals um 1930 zerstört, und der Saal wurde bis zum Ende des Zweiten Weltkriegs von dem Kaufhauskonzern DeFaKa (Deutsches-Familien-Kaufhaus) als Betriebskantine genutzt.

### 1945 bis zum Ende der DDR-Zeit
Bis auf einen Bombentreffer bei einem alliierten Luftangriff im Dach des ersten Hofes überstanden die Hackeschen Höfe den Zweiten Weltkrieg nahezu unbeschadet. 1952 wurden sie, im damaligen Ost-Berlin liegend und damit zur DDR gehörig, zu Volkseigentum erklärt. In den Folgejahren wurde die Bausubstanz stark vernachlässigt, sodass 1961 die brüchig gewordene Stuckfassade entfernt werden musste. Während der DDR-Zeit spielten die Hackeschen Höfe keine Rolle mehr als Ort für Feiern und Veranstaltungen. Die einstigen Festsäle wurden stattdessen als Lagerflächen und Werkstätte genutzt. 1977 wurde der gesamte Gebäudekomplex unter Denkmalschutz gestellt. Zu dieser Zeit wurde der Saal des heutigen Chamäleon als Probenraum des Tanzensembles der DDR genutzt.

### Nach der Wende

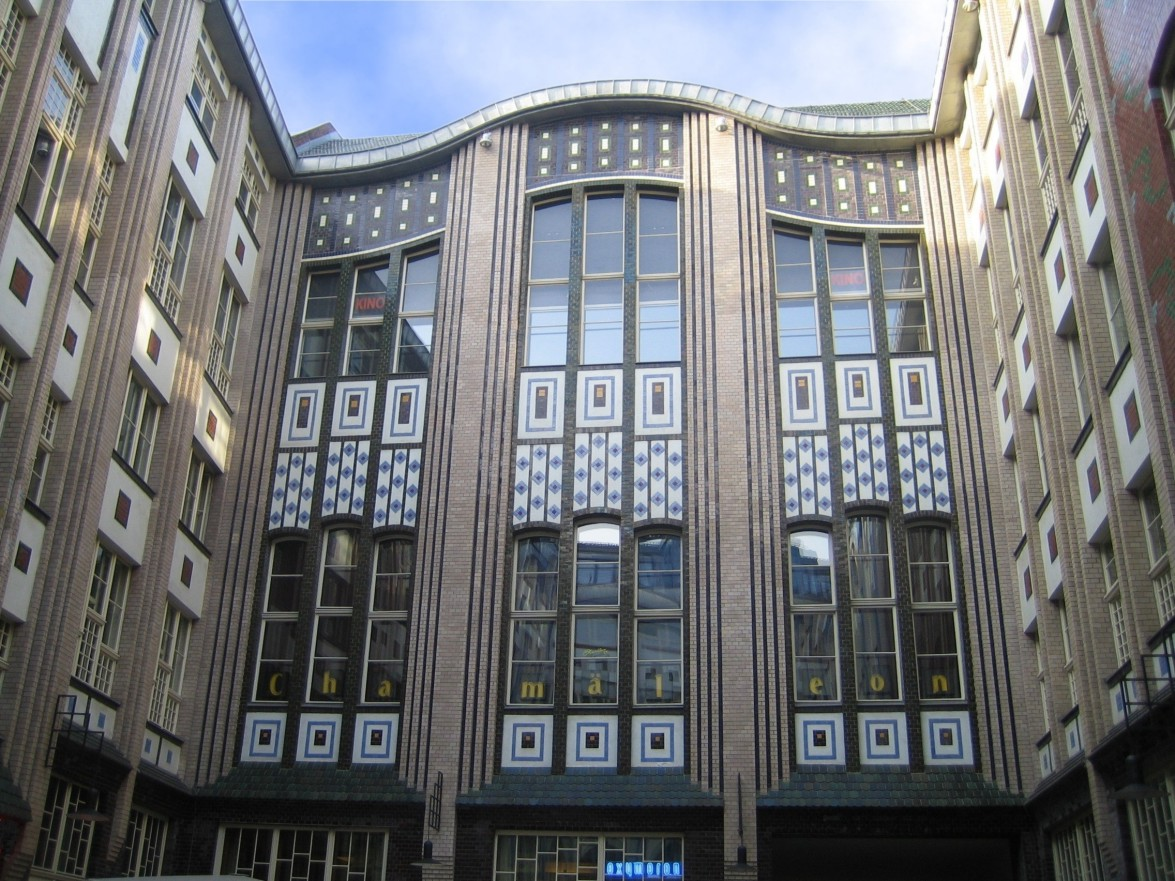
Die von August Endell gestaltete Fassade des Quergebäudes im 1. Hof (Westseite), mit dem Chamäleon im 1. OG, 2005

Nach der politischen Wende wurde 1991 in dem historischen, eingeschossigen Festsaal im Quergebäude das Varietétheater Chamäleon eröffnet, nach aufwendigen Umbau- und Sanierungsarbeiten, die bei dem Gesamtkomplex der Hackeschen Höfe noch bis 1997 andauerten. Zu den Mitgründern des Chamäleon gehörte unter anderem der Clown Harald „Hacki“ Ginda, der auch selbst auftrat sowie als Mitgesellschafter der Chamäleon Varieté GmbH die künstlerische Leitung übernahm. Das Varieté- und Kleinkunst-Programm fand Anklang beim Publikum. In dieser Zeit galt das Chamäleon als die innovativste Kleinkunstbühne Berlins.
Die Chamäleon Varieté GmbH setzte auf Expansion und eröffnete Anfang 2000 eine zweite Spielstätte in dem Berliner Ortsteil Gesundbrunnen, in einem Hinterhof an der Prinzenallee in einem ehemaligen Ballsaal der 1900er Jahre, der unter dem Namen Glaskasten bekannt wurde. Der frühere „Glaskasten-Saal“, der nach Ende der Tanz- und Vergnügungsveranstaltungen und verschiedenen Zwischennutzungen, zuletzt als Diskothek, seit 1980 leergestanden hatte, war zuvor aufwendig saniert und umgebaut worden. Das Chamäleon verfügte in dieser zweiten Spielstätte über einen 160 m² großen Saal mit Platz für 100 Zuschauer, der zudem mit einem Restaurant im Vorderhaus direkt verbunden war.
Durch Schwankungen bei den Besucherzahlen sowie durch die Mietbelastungen für die zweite Spielstätte in Gesundbrunnen, die vom Publikum nicht angenommen wurde, geriet das Chamäleon 2003 in finanzielle Schwierigkeiten. Ein erster Insolvenzantrag konnte allerdings nach Finanzhilfen durch Unterstützer und Förderer wieder zurückgenommen werden. Im Frühjahr 2004 ging das Chamäleon dann endgültig in ein Insolvenzverfahren und musste Ende Juni 2004 schließen.

### Wiedereröffnung 2004
Es folgte ein Betreiberwechsel und das Chamäleon wurde von der Chamäleon Theater GmbH unter der Leitung von Volker Brümmer übernommen, die 2004/2005 eine umfangreiche Sanierung des historischen Saals, den Einbau einer Lüftungsanlage sowie die Erneuerung der kompletten Technik und des Barbereichs vornahm. Unter anderem wurden in Abstimmung mit dem Landesdenkmalamt fehlende Elemente im Saal ergänzt und die Farbfassung nach Originalbefunden wiederhergestellt.
Im September 2004 wurde das Theater von dem Nachfolgebetreiber, der Chamäleon Theater GmbH, wiedereröffnet. Programmatisch hat sich das Chamäleon mit den Jahren gewandelt und an die Stelle von Varieté ist zeitgenössischer Zirkus getreten. Seit 2012 verantwortet Geschäftsführer Hendrik Frobel die Geschäftsführung des Chamäleons, während Anke Politz als Intendantin des Hauses die künstlerische Leitung innehat.

### Das Chamäleon heute
Unter der Leitung von Anke Politz und Hendrik Frobel entwickelte sich das Chamäleon zu einem bedeutenden Produktionsort, Kreativpartner und Schaufenster für die zeitgenössische Zirkusszene im In- und Ausland. Als Mitglied des Bundesverband Zeitgenössischer Zirkus e. V. (BUZZ) setzt sich das Chamäleon für die nachhaltige Weiterentwicklung des zeitgenössischen Zirkus in Deutschland ein. Die Eigenproduktionen Leo und Raven sowie die Koproduktion Julieta sind international auf Tour. Darüber hinaus bietet das Chamäleon als Residenzort Zirkusschaffenden einen geschützten Raum, um ergebnisoffen an künstlerischen Projekten zu arbeiten. 2022 wird aus dem privat geführten Theater die Chamäleon Berlin gGmbH, eine gemeinnützige Gesellschaft.
2023 ist das Chamäleon Berlin einer von vier Preisträgern des biennal vergebenen Theaterpreis des Bundes und erhält die Auszeichnung in der Kategorie „Privattheater und Gastspielhäuser“. In ihrer Begründung würdigte die Jury das Chamäleon als „Speerspitze einer dynamischen Entwicklung der Darstellenden Künste, die bestehende Grenzen zwischen Genres, aber auch Betriebsformen überwindet.“ Das Berliner Theater stehe für einen zeitgenössischen Zirkus, der sein „künstlerisches und Publikumspotential so entfaltet, dass sich alte Fragen nach U.- oder E.-Kultur, nach Sub- oder Hochkultur, nach fest oder frei in körperlich spürbare ästhetische Energie sublimieren.“

## Haus

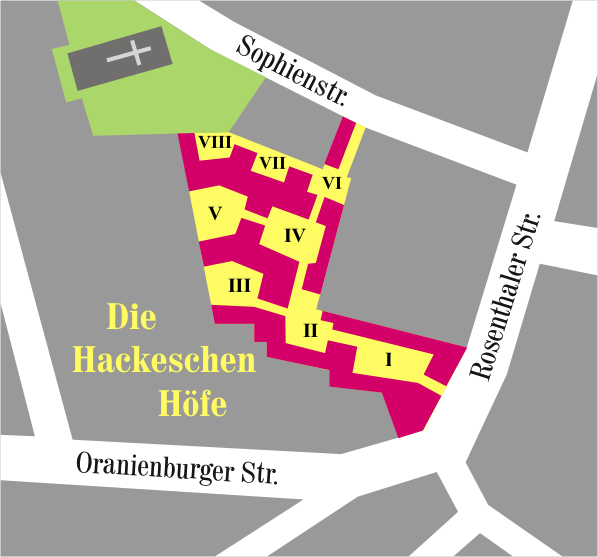
Orientierungsplan

Das Chamäleon gehört zu den kulturellen Einrichtungen in den Hackeschen Höfen in Berlin-Mitte. Der Eingang zum Chamäleon befindet sich im Hof I an der Rosenthaler Straße. Das Theater nutzt den ehemaligen, eingeschossigen Festsaal im ersten Obergeschoss des Quergebäudes.
Das Chamäleon verfügt über einen 360 m² großen, denkmalgeschützten Jugendstil-Saal, der bei Einrichtung mit Bistrotischen und einem separaten Balkonbereich rund 270 Sitzplätze bietet. Gäste haben die Möglichkeit, Speisen und Getränke am Platz zu bestellen.
Die Veranstaltungstechnik des Theaters, wie Licht- und Tonanlagen, sowie die Bühnentechnik wurden 2004–2005 vollständig erneuert, wobei die Bühne mit einem variablen Bühnensystem mit Hub- und Drehvorrichtung ausgestattet wurde.
2015 wurden in Koordination mit dem Denkmalamt die zuvor ungenutzten Balkone instand gesetzt und das historische Eichenparkett erneuert.
Zusätzlich zum Theatersaal verfügt das Chamäleon über einen Proberaum (‚The Cave‘), der frei arbeitenden Kollektiven und Einzelkünstlern der zeitgenössischen Zirkusszene für Projekte und freie Residenzen zur Verfügung gestellt wird.

## Programm
Das Chamäleon ist heute „einer der international gefragtesten Spielorte für den Neuen Zirkus“. Die Stücke des Bühnenprogramms werden en-suite präsentiert und häufig koproduziert. Ergänzt wird der Spielplan mit punktuellen Gastspielen und Work-in-Progress-Präsentationen. Im Frühjahr 2023 fand die erste Ausgabe von Play statt, einer sechswöchigen Gastspielreihe, die eine breite Auswahl an Themen, Herangehensweisen und Ästhetiken des zeitgenössischen Zirkus präsentierte.
Auf der Chamäleon Bühne inszenierten u. a. Markus Pabst, Maximilian Rambaek, die kanadische Zirkuskompanie Les 7 doigts de la main (‚The 7 fingers‘), die australische Kompanie Circa, die Kompanie Flip FabriQue aus Kanada, Cirk La Putyka aus Tschechien, Cirkus Cirkör aus Schweden, battleRoyal aus Berlin, Company 2 aus Australien, die Kompanie Analog aus Berlin, Cirque Le Roux aus Frankreich, Gravity & Other Myths aus Australien oder Circo Aereo aus Finnland.
Die 2011 entstandene Eigenproduktion Leo ist mehrfach preisgekrönt und bis heute international auf Tour. Das 2019 gemeinsam mit dem Berliner Künstlerinnen-Kollektiv still hungry entstandene Zirkusstück Raven wurde auf dem Edinburgh Festival Fringe mehrfach ausgezeichnet. 2022 koproduzierte das Chamäleon gemeinsam mit den Ruhrfestspielen Recklinghausen und TOHU Montréal das Stück Julieta der mexikanischen Clownin Gabriela Muñoz. Julieta ist international auf Tour.